# Rudolf Schmid
Rudolf Schmid, né le 21 mars 1951 à Liezen, et mort d'un accident de vélo le 21 octobre 2014, est un lugeur autrichien.

## Biographie
Rudolf Schmid est le frère de Manfred Schmid, champion olympique de luge simple en 1968. En 1976, il obtient la médaille de bronze lors de l'épreuve de luge double des Jeux olympiques d'Innsbruck se disputant devant son public avec Franz Schachner.

## Palmarès
- Jeux olympiques
  - Sapporo 1972 : 9e en double et 16e en simple
  - Innsbruck 1976 :  Médaille de bronze en double et 9e en simple

- Championnats du monde de luge
  - Hammarstrand 1975 :  médaille d'argent du double
  - Königsse 1974 :  médaille de bronze du double

- Championnats d'Europe
  - Hammarstrand 1970 :  Médaille d'argent du double
  - Imst 1974 :  Médaille de bronze du simple